# Jessica Foley
Jessica Mary Ellen Foley (Bega, 20 aprile 1983) è un'ex cestista e giocatrice di football australiano australiana.

## Carriera
È stata selezionata dalle Indiana Fever al terzo giro del Draft WNBA 2006 (38ª scelta assoluta).
Con l'Australia ha disputato i Campionati oceaniani del 2009.